# Grand Daddy I.U.
Grand Daddy I.U. (nascido Ayyub Cave em 23 de Agosto de 1968 - 13 de Dezembro de 2022) foi um cantor e rapper  nascido no Queens, Nova Iorque, ativo durante a era de ouro do hip hop.

## Carreira
Grand Daddy I.U. nasceu na vila de Hempstead em Nova Iorque e foi encorajado a se apresentar por seu irmão DJ Kay Cee. Gravou uma fita demo e a entregou para Biz Markie, que o contratou para a gravadora Cold Chillin' Records, em 1989. Em 1990, lançou seu álbum de estreia, Smooth Assassin, que conseguiu dois singles de sucesso: "Something New" (que sampleava a canção de James & Bobby Purify, "I'm Your Puppet") e "This is a Recording", produzido por Biz Markie e Cool V. Se tornou conhecido por seus trajes, sempre aparecendo em público de terno e gravata. A causa de sua morte não foi revelada.

## Discografia
| Ano  | Álbum                                                                                          | Pico nas paradas |
| Ano  | Álbum                                                                                          | U.S. R&B         |
| ---- | ---------------------------------------------------------------------------------------------- | ---------------- |
| 1990 | Smooth Assassin - Lançamento: 18 de setembro de 1990 - Gravadora: Cold Chillin'                | 91               |
| 1994 | Lead Pipe - Lançamento: 21 de junho de 1994 - Gravadora: Cold Chillin' / Epic                  | 88               |
| 2007 | Stick to the Script - Lançamento: 22 de outubro de 2007 - Gravadora: Steady Flow               | –                |
| 2008 | Return Of The Smooth Assassin - Lançamento: 2008 - Gravadora: L.A.D Ent                        | –                |
| 2012 | Self Made Man - Lançamento: 2012 - Gravadora: Grand Daddy I.U. Self-Released                   | –                |
| 2012 | Shots Fired - Lançamento: 2012 - Gravadora: Grand Daddy I.U. Self-Released                     | –                |
| 2015 | P.I.M.P. (Paper Is My Priority) - Lançamento: 17 de fevereiro de 2015 - Gravadora: Steady Flow | -                |